# أعجوبة لينكس
أُعجُوبَةُ لينُكس هي توزيعة لينكس عربية، مبنية على توزيعات فيدورا Fedora، يقوم بتطويرها فريق أعجوبة بإشراف مؤيد السعدي.

## تاريخ وطبيعة الإصدارات
وقع بناء نسخ أعجوبة للحاسوب الشخصي على توزيعة فيدورا التي ترعاها ريدهات، على النحو الآتي:
| رقم الإصدار                               | الاسم الرمزي للإصدار | بُنِيت على  | تاريخ الصدور   | نهاية دعم الإصدار | أهم التغييرات بالنسبة للمستخدم |
| ----------------------------------------- | -------------------- | --------- | -------------- | ----------------- | --- |
| 1                                         | دمشق                 | فيدورا 9  | 06 أغسطس 2008  | 10 يوليو 2009     | - بريمج "هجرة" وبرنامج "منبر" لأوقات الصلاة - حل مشكلة "اللام ألف" في لوحة المفاتيح - برنامج تحويل الوسائط المتعدّدة "MiMiC"                                                                                |
| 2                                         | القاهرة              | فيدورا 10 | 05 فبراير 2009 | 17 ديسمبر 2009    | - برنامج "ثواب" - إصدارة أولية من "مصحف عثمان" الإلكتروني |
| 3                                         | الرّباط               | فيدورا 11 | 16 سبتمبر 2009 | 25 يونيو 2010     | - مركز التّحكم الخاص بالتّوزيعة - مكتبة "ثواب 2" |
| 4                                         | الرّياض               | فيدورا 13 | 1 يونيو 2010   | 24 يونيو 2011     | - دعم معالجات 64-بت الحديثة لأول مرة - مكتبة "ثواب 3" - بريمج "خزنة أعجوبة" لتشفير المجلدات |
| 5                                         | البتراء              | فيدورا 15 | 10 أغسطس 2011  | 26 يونيو 2012     | - بقيت في الطور التّجريبي (بيتا) - واجهة جنوم 3 - إضافة ميزة أوقات الصلاة إلى "مناجاة" والتّخلي نهائيا عن "منبر" - برنامج "Chmviewkit" لعرض الملفات بصيغة "chm" (صيغة بعض الكتب الإلكترونية للمكتبة الشاملة) |
| 16                                        | الصنعاء              | فيدورا 16 | 20 أبريل 2012  | 12 فبراير 2013    | - تغيير ترقيم الاصدارات ليواكب ترقيم اصدارات فيدورا - إصدار جديد من مركز التحكّم ومواكبة إعدادات غنوم 3 |
| 35                                        | الجزائر              | فيدورا 20 | 4 مارس 2014    | 23 يونيو 2015     | - تغيير ترقيم الاصدارات ليواكب التّقويم الهجري (الإصدار 35 لسنة 1435هـ) - إضافة مجموعة من البرامج الجديدة: قطرب، دواوين العرب، المُحزّم                                                                       |
| إصدار قديم لم يعد مدعوما إصدار حديث مدعوم |                      |           |                |                   | |

تَعتمد التّوزيعة على مدير حزم آر بي إم وتدعم معماريات المعالجات 32 و64-بت. وتأتي الإصدارات عادة في قرص مضغوط حي (بسعة 699 م.ب) ووسيط تثبيت على شكل إسطوانة دي في دي (بسعة 4 ج.ب) (وهذه الأخيرة تحتوي على الحزم الإضافية لمن لا يمتلكون اتصالا مباشرا بالإنترنت). ويمكن تثبيت النظام مباشرة على القرص الصلب أو على ذاكرة يو أس بي.
بداية من الإصدار 35، تأتي التّوزيعة على شكل قرص دي في دي بسعة 1.1 ج.ب.
يمكن لنظام أعجوبة المكتبي أن يستخدم كذلك كنظام للخوادم بعد تثبيت حزم برمجيات لامب.

## واجهات المستخدم
تأتي إصدارات أعجوبة لينكس افتراضيا بواجهة مكتب غنوم. إلا أنه من الممكن تثبيت سطوح مكاتب أخرى مثل كدي وإكسفس وإل إكس دي إي.

## الرخصة
تصدر أعجوبة كمجموعة برمجية ونظام تشغيل تحت بنود الإصدار الثّاني من رخصة وقف العامة.

## البرامج والمزايا المضمّنة

لقطة شاشة من الاصدار الرابع.

من ضمن ما تحتويه إصدارة أعجوبة لينكس 16 من الإضافات:
- بيئة سطح مكتب معرّبة افتراضيا.
- نظام توثيق يشتمل على وثائق أعجوبة لينكس وهي تغطي طريقة تنثبيت النظام والجوانب التقنية من الاستخدام والبرمجة.
- مركز تحكم أعجوبة وهي واجهة رسومية لإدارة النظام، مع مستودعات RPM Fusion مفعّلة افتراضيا.
- مجموعة من المرمزات وبرامج الوسائط المتعددة للصوت والصورة والفيديو وعدد من العينات.
- محول الوسائط المتعددة "ojuba-mimic".
- بريمج مناجاة للأدعية والأذكار والتذكير بأوقات الصلاة.
- بريمج هجرة للتقويم الهجري وهو مبني بلغة بايثون بخوارزمية جديدة تختلف عن خوارزمية أم القرى.[12]
- بلازمويد أذكار و مواقيت بنسبة لمستعملي مكتب كدي 4.
- موسوعة ثواب (الإصدار الثالث) وهو برنامج قادر على الفهرسة والبحث المتقدم وعرض كتب المكتبة الإسلامية الشاملة.
- بريمج «مصحف عثمان الإلكتروني» لتصفح القرآن الكريم.
- بريمج « خزنة أعجوبة » لتشفير وفك تشفير المجلدات لحماية خصوصية البيانات.
- برنامج "Chmviewkit" عارض ملفات بصيغة "chm" (لعرض كتب الموسوعة الشاملة).

وتحتوي إصدارة أعجوبة لينكس 35 إلى جانب البرامج التي ذكرت أعلاه:
- إمكانية التّثبيت المباشر لبرنامج آيات (النّسخة المكتبية من موقع القرآن الكريم بجامعة الملك سعود).
- برنامج «دواوين العرب» (بدون أشعار).
- برنامج «المُحزّم» يسمح بتحزيم الملفات والبرامج بصيغ متعددة.
- برنامج "قُطرب" لتصريف الأفعال.
- لغة البرمجة العربية «كلمات».